# Diagramme des efforts intérieurs
En théorie des poutres, les diagrammes des efforts intérieurs désignent le tracé des efforts subis par la poutre en fonction de la position le long de cette dernière. Les principaux diagrammes des efforts intérieurs sont ceux de l'effort tranchant (V) et du moment de flexion (M). On parle alors de diagrammes V-M.

## Caractéristiques
Les diagrammes V-M sont généralement tracés l'un sous l'autre directement sous la poutre. L'axe des ordonnées des deux diagrammes, représentant les efforts, est placé perpendiculairement sous l'extrémité gauche de la poutre alors que l'axe des abscisses, représentant la position, est tracé parallèlement à cette dernière.